# Jay Beckenstein
Jay Beckenstein (Long Island, 14 maggio 1951) è un sassofonista statunitense.

## Carriera
Nel 1974 ha fondato con Jeremy Wall gli Spyro Gyra. Dai primi anni ottanta è proprietario di uno studio di registrazione a New York chiamato BearTracks Studios.
Ha collaborato tra gli altri con i Dream Theater, suonando nel brano Another Day tratto dall'album Images and Words (1993) e in una versione di Through Her Eyes (2000). Nel 2000 ha pubblicato un album solista intitolato Eye Contact.